# Julie Payetteová
Julie Payetteová (* 20. října 1963 Montreal, Québec) je kanadská inženýrka, astronautka a politička. Původně působila jako inženýrka a výzkumná pracovnice různých počítačových společností a od června 1992 jednou z kanadských astronautů. Uskutečnila dva krátkodobé kosmické lety, oba na Mezinárodní vesmírnou stanici. Poprvé vzlétla do vesmíru roku 1999 v raketoplánu Discovery při letu STS-96, podruhé roku 2009 v raketoplánu Endeavour při misi STS-127. Celkem ve vesmíru prožila 25 dní, 11 hodin a 58 minut. Mezi lety 2017–2021 byla generální guvernérkou Kanady.

## Život

### Mládí, inženýrka
Julie Payetteová se narodila roku 1963 v Montrealu v kanadské provincii Québec, zde prožila dětství a chodila na střední školu. Roku 1982 se stala bakalářkou na United World College of the Atlantic ve Walesu. O čtyři roky později získala druhý bakalářský titul na McGillově univerzitě v Montrealu.
Od roku 1986 pracovala na pozici systémové inženýrky u společnosti IBM, v letech 1988–1990 byla výzkumnou asistentkou na Torontské univerzitě. Roku 1990 obdržela magisterský titul (Master of Applied Science – Computer Engineering) na Torontské univerzitě. Následující rok spolupracovala s výzkumnou laboratoří IBM v Curychu a roku 1992 pracovala ve společnosti Bell-Northern Nortel Research v Montrealu.

### Astronautka
Přihlásila se do druhého kanadského náboru astronautů vyhlášeného Kanadskou kosmickou agenturou (CSA), prošla všemi koly výběru a 8. června 1992 se stala jednou ze čtveřice nových astronautů CSA. Vzápětí zahájila základní kosmonautický výcvik.
Roku 1994 se účastnila sedmidenní simulace kosmického letu v Torontu. Roku 1996 získala licenci hloubkové potápěčky. Téhož roku získala kvalifikaci vojenské pilotky a hodnost kapitána kanadského vojenského letectva. Celkem (do roku 2011) nalétala na vrtulových i reaktivních letadlech na 1300 hodin.
V letech 1996–1998 absolvovala v Johnsonově vesmírném středisku v Houstonu společný výcvik s astronauty 16. náboru NASA, který završila ziskem kvalifikace letové specialistky raketoplánu.
V srpnu 1998 byla jmenována do posádky letu STS-96 raketoplánu Discovery. Raketoplán k cestě do vesmíru odstartoval 27. května 1999. Cílem letu byla doprava zásob a vybavení na dosud neobydlenou Mezinárodní vesmírnou stanici (ISS). Discovery přistála 6. června, v kosmu strávila 9 dní, 19 hodin a 13 minut.
V letech 1999–2002 byla členkou skupiny zabezpečující výcvik amerických a kanadských astronautů v Evropě a Rusku. Od roku 2003 pracovala v houstonském středisku řízení letů na postu hlavní operátorky (CapCom) pro spojení s astronauty. V letech 2000–2007 stála v čele kanadských astronautů (Chief Astronaut for the Canadian Space Agency).
V únoru 2008 NASA oznámila její zařazení do posádky letu STS-127. Podruhé vzlétla na oběžnou dráhu 15. července 2009 v raketoplánu Endeavour. Cílem mise byla doprava a montáž JEM EF, posledního dílu japonského modulu Kibó na ISS a výměna jednoho člena posádky stanice. Let trval 15 dní, 16 hodin a 45 minut, raketoplán přistál 31. července 2009.
Julie Payetteová je vdaná, má dvě děti.

## Generální guvernérka Kanady
Generální guvernérkou Kanady byla jmenována 13. července 2017, jako generální guvernérka Alžběty II., královny Kanady, na doporučení předsedy vlády Kanady Justina Trudeau a stala se nástupcem Davida Johnstona. Přísahu generální guvernérky Kanady složila a úřadu se ujala 2. října 2017.
Na funkci rezignovala 21. ledna 2021 poté, co šetření ukázalo, že verbálními útoky na podřízené vytvářela v úřadě „toxické pracovní prostředí“.